# Pietro Ubaldi (filosofo)
Pietro Ubaldi (Foligno, 18 agosto 1886 – São Vicente, 29 febbraio 1972) è stato un filosofo, teologo, e insegnante italiano.

Firma di Pietro Ubaldi

Nato a  Foligno, vi ha vissuto sino al 1952 ad eccezione del periodo universitario, in cui ha risieduto a Roma, e nei vent'anni d'insegnamento della lingua inglese: il primo a Modica, in Sicilia, gli altri diciannove a  Gubbio. Dal 1952 al 1972 si è trasferito in Brasile. Ha scritto 24 volumi - oltre a vari articoli e sette messaggi - presentando  il sistema dell'evoluzione dell'universo e considerando le leggi dell'evoluzione umana. Ha chiarito  i rapporti d'involuzione ed evoluzione fra le tre dimensioni della materia, dell'energia e dello spirito, in un processo d'unificazione fra le ipotesi della scienza e i principi della fede. Nella sua visione ha cercato di spiegare il senso della vita, la funzione del dolore e la presenza del male. Candidato al premio Nobel nel 1964, all'ultimo gli fu preferito Jean-Paul Sartre. Il suo sistema filosofico fu considerato da Albert Einstein - come risulta da un carteggio - "dolce e leggero" e la sua opera principale, La grande sintesi, fu giudicata da Enrico Fermi "un quadro di filosofia scientifica e antropologica etica, che oltrepassa di molto i consimili tentativi dell'ultimo secolo".

## Biografia
Nato in una regione influenzata dalla vicinanza con Assisi e impregnata di spiritualità francescana, iniziò la scuola nel 1891, proseguì gli studi a Roma e si laureò in Diritto nel giugno del 1910. Integrò gli studi scolastici leggendo molto, studiò inoltre pianoforte ed apprese l'inglese, il francese e il tedesco.

Pietro Ubaldi e la moglie M. Antonietta

Nel 1911 viaggiò negli Stati Uniti e nel 1912 si sposò con Maria Antonietta Solfanelli, della vicina città di Matelica, dalla quale ebbe due figli: Franco, morto nella seconda guerra mondiale, e Agnese. Si occupò delle proprietà terriere sua e della moglie, che in seguito cedette in amministrazione ad altri. Nel 1927 avrebbe fatto voto di povertà e gli sarebbe apparso Cristo. L'apparizione si sarebbe ripetuta nel 1931, insieme a san Francesco di Assisi.
Il giorno di Natale dello stesso anno avrebbe ricevuto il primo di numerosi "messaggi". Divenne professore di lingua e letteratura inglese, insegnando nelle scuole medie inferiori e superiori, prima a Modica, in Sicilia, e poi a Gubbio.
Tra il 1932 e il 1935, scrisse il libro La grande sintesi, nel quale espose il suo pensiero, messo all'indice nel 1939, poi riammesso da papa Giovanni XXIII.  A questi anni appartengono dieci dei libri da lui scritti
A 65 anni nel 1951, dopo aver scritto dieci libri, lasciò l'insegnamento e andò in pensione. Fu invitato a fare in Brasile un giro di conferenze tra luglio e dicembre del 1951 e nel 1952 si trasferì definitivamente con la famiglia a São Vicente, presso Santos, nello stato di São Paulo, e qui scrisse altri quattordici volumi, dichiarando conclusa la sua opera nel giorno di Natale del 1971, esattamente quarant'anni dopo il primo "messaggio" ricevuto.
La sua vita può essere considerata distinta in quattro periodi ventennali, caratterizzati da un lavoro differente. Nel primo periodo (1891-1910) avrebbe cercato le risposte nella filosofia, nella religione e nella scienza senza trovarla. Il secondo periodo (1911-1930) sarebbe stato caratterizzato da una sperimentazione pratica a contatto col mondo, d'osservazione della realtà della vita. Nel terzo periodo (1931-1950) scrisse i volumi della sua opera pubblicati in italiano e nel quarto (1951-1970) la parte restante.

## Pensiero
Pietro Ubaldi ritiene che esiste un'unica "Sostanza", la cui essenza sarebbe il movimento e che si manifesterebbe come "materia" (statica), "energia" (dinamica) e "spirito" (vita). L'essere umano è chiamato ad evolversi ampliando la percezione della sua coscienza, che da individuale deve farsi collettiva, per farsi poi coscienza cosmica. In tale processo viene delineato il futuro stato organico-unitario dell'umanità, generato da una nuova etica internazionale, effetto di una consapevolezza razionale e non di un emotivo pacifismo. L'uomo si inserirebbe nel fenomeno universale dell'evoluzione tramite la reincarnazione.
Considera la sua "Opera" la manifestazione del proprio destino e della propria ascesa evolutiva, proponendosi attraverso di essa di arrivare ad una conoscenza utilizzabile per risolvere i problemi della vita, in maniera consapevole e dignitosa.
La grande legge della vita, per Ubaldi, è quella dell'Amore, tale che la si dovrebbe seguire in ogni situazione: cercare ciò che unifica. Per questo fare il male significa voler andare contro  la corrente del Sistema, perpetuando la separazione, produttrice di sopraffazione e violenza, sino all'autodistruzione. Fare il bene, invece, vuol dire cercare di armonizzarsi con tutto e con tutti, perseguendo quel processo di unificazione che ci riporta al centro dell'essere, che è rappresentato dalla presenza dell'ordine e della giustizia del pensiero divino. In tal senso il segreto della felicità consiste nell'inquadrarsi nell'ordine divino e la preghiera autentica consisterebbe nella docile accettazione della Legge, cooperando con la Sua azione. Così pure, il lavorare rappresenterebbe il diventare cooperatori  del funzionamento organico dell'universo.
Il fine dell'esistenza - secondo Pietro Ubaldi - è rappresentato dall'evoluzione. Si tratta  dell'evoluzione etica, iscritta nel movimento dell'evoluzione dell'universo. L'universo viene così inteso come un'inestinguibile volontà d'amare, di creare e di affermare, in lotta col principio opposto dell'inerzia, dell'odio e della distruzione. L'etica viene concepita come dimensione ascendente, a tante dimensioni quante sono le posizioni dell'essere lungo la scala evolutiva. In tale compito evolutivo fondamentale sono gli ideali - aventi la funzione di orientamento e di guida -, aventi il compito di anticipare una realtà futura da raggiungere. In questa fase evolutiva l'impegno deve essere quello della spiritualizzazione, consistente nel seguire gli ideali, che si sono configurati storicamente nelle religioni e nelle morali. Ciò può avvenire cercando di praticare la comprensione reciproca e ricercando la fratellanza universale. Si tratta di un "cammino ascensionale", frutto di libertà e volontà, attraverso le quali da un lato si struttura la nostra personalità dall'altro la vita collettiva progredisce servendosi di tali progressi.
La legge delle unità collettive rappresenta un principio evolutivo fondamentale, quello per cui tendiamo ad unioni sempre più ampie: dalla coppia alla famiglia, dalle nazioni alle unioni di popoli, sino all'unione di tutti  gli esseri viventi del pianeta, pur mantenendo diversità e multiformità. Per questo, la via è quella del superamento di ogni separazione: la separazione da sé stessi, dagli altri, dal mondo. 
L'evoluzionismo di Ubaldi è, per tutto ciò, ben diverso da quello di Darwin: guarda all'avvenire ed intuisce oltre l'evoluzione organica già compiuta dall'essere umano. È più ampio di quello di Teilhard de Chardin, in quanto concepisce anche un processo involutivo - dallo spirito, attraverso l'energia, sino alla materia - che motiva e sorregge la via di ritorno, evolutiva, come processo di unificazione, che dalla presenza del divino nella materia, attraverso l'energia, ascende verso la spiritualizzazione. È caratterizzato eticamente, come tensione spirituale verso il superuomo che è presente in ognuno di noi, differentemente dal superomismo di Nietzsche, sospinto dal desiderio di espandere solo le potenzialità dell'io.
La produzione della sua opera si basa sul metodo intuitivo, attraverso il quale la coscienza, facendosi umile e ricettiva, riesce a penetrare per vie interiori l'intima essenza dei fenomeni, diversamente dal metodo obiettivo che se pur ha il vantaggio di giungere a conclusioni più universali è nato senza ali, in quanto basato sulla distinzione tra l'io e il non io, tra il soggetto e l'oggetto, tra la coscienza e il mondo esteriore.
I suoi scritti - seguendo le sue stesse dichiarazioni - sarebbero passati da una forma ispirata,  collegata ad una forma di contatto telepatico con le noùri (correnti di pensiero), a livello "supercosciente",   al controllo razionale dell'ispirazione ("metodo dell'intuizione razionalmente controllata"). Tale metodo avrebbe consentito di esaminare sia la "materia" che lo "spirito" nella loro armonia, unificando scienza e fede, considerate due aspetti della stessa verità.
Martedì 14 novembre 1944 Maria Valtorta ebbe una teofania, in cui ricevette anche questo 'dettato':
«Poi oso una domanda, che da oltre un mese ho sulle labbra, da quando Gesù ha così chiaramente parlato sul caso Belfanti-Punturieri ecc. ecc. “Gesù, quei due libri dell’Ubaldi 4, che ne faccio? Li brucio o li do a [padre Romualdo Maria] Migliorini? Tanto, Tu lo sai, da quando Tu mi sei Maestro non leggo più nulla di nulla, il buono e sacro per non influenzarmi, il mondano e men buono per non profanarmi. Sono lì da due anni senza che io li tocchi. E ora mi fanno anche ripugnanza. Li brucio?".
```
  “No. 
Li tieni
. Adesso dobbiamo continuare l’illustrazione del 
Vangelo
 per 
questo povero mondo cattolico
Testo in corsivo
, che non sa più vedere il 
Vangelo
 come la perla celeste di ogni sacra coltura, l’indispensabile, l’insuperabile. Ma poi … Forse ti chiederò la fatica per 
confutare quelle opere di errore
. Io solo posso farlo …”.»
```

4 due libri dell’Ubaldi, cioè: Pietro Ubaldi, L’ascesi mistica, collana di Biosofia diretta da Gino Trespioli, Milano, editore Ulrico Hoepli, 1939; Pietro Ubaldi, La grande sintesi, sintesi e soluzione dei problemi della scienza e dello spirito, seconda edizione riveduta, Milano, editore Ulrico Hoepli, 1939. Sul frontespizio del secondo libro Maria Valtorta ha scritto: “Questo e Ascesi [cioè il primo libro] sono stati mandati da mio cugino [Giuseppe Belfanti] sperando di tirarmi dalla sua quando era ancora spiritista”. Il nome di Punturieri ricomparirà nel ‘dettato’ del 19 dicembre 1945.

### Elenco degli scritti

#### Ciclo italiano

La grande sintesi

- I grandi messaggi (nell'edizione brasiliana con una vita dell'autore).
- La grande sintesi
- Le nouri ("correnti di pensiero")
- L'ascesi mistica.
- Frammenti di pensiero e di passione:
- La nuova civiltà del terzo millennio
- Problemi dell'avvenire (Il problema psicologico, filosofico, scientifico).
- Ascensioni umane.
- Dio e universo.
- Profezie (L'avvenire del mondo).

#### Ciclo brasiliano

Pietro Ubaldi e Manuel Emydio

- Commentari (raccolta dei giudizi della stampa sui volumi precedenti).
- Problemi attuali.
- Il sistema (Genesi e struttura dell'universo).
- La grande battaglia.
- Evoluzione e Vangelo
- La legge di Dio
- La tecnica funzionale della legge di Dio
- Caduta e salvezza
- Principi di una nuova etica.
- La discesa degli ideali
- Un destino seguendo Cristo
- Come orientare la propria vita
- Cristo.

### Volumi pubblicati in lingua italiana
- Storia di un uomo, Fratelli Bocca editori, Milano 1942
- Ascenzioni umane. Verso l'armonia con l'ordine cosmico, Edizioni Mediterranee, Roma 1951 -
- Cristo e la sua legge, Edizioni Mediterranee, Roma 1970
- La grande sintesi. Sintesi e soluzione dei problemi della scienza e dello spirito, Edizioni Mediterranee, Roma 1980
- Le noùri. Dal superumano al piano concettuale umano, Edizioni Mediterranee, Roma 1982
- La nuova civiltà del terzo millennio. Verso la nuova era dello spirito, Edizioni Mediterranee, Roma 1988
- Problemi dell'avvenire. La civiltà dello spirito, Edizioni Mediterranee, Roma 1990
- L'ascesi mistica. Dal piano concettuale umano al superumano, Edizioni Mediterranee, Roma 2000
- Dio e Universo, Edizioni Mediterranee, Roma 2002
- Storia di un uomo, Edizioni del centro studi italiano di parapsicologia, Recco(Ge) 2006
- Il Sistema, Edizioni del centro studi italiano di parapsicologia, Recco(Ge) 2007
- La legge di Dio, Edizioni del centro studi italiano di parapsicologia, Recco(Ge) 2008
- La tecnica funzionale della legge di Dio, Edizioni del centro studi italiano di parapsicologia, Recco(Ge) 2009
- La discesa degli ideali, Om Edizioni, Città di Castello (Pg) 2010
- "Un destino seguendo Cristo",Om Edizioni, Città di Castello (Pg) 2012
- "Evoluzione e Vangelo", Centro Culturale Pietro Ubaldi, Foligno (Pg) 2016